# 北海道道1059号稚内空港线
北海道道1059号稚内空港線（日语：北海道道1059号稚内空港線）是一条位于北海道稚内市的普通道级道路（北海道道）。

## 道路概况
- 起点：北海道稚内市声問村（稚内空港）
- 終点：北海道稚内市声問村
- 总距离：0.9千米

## 经过的自治体
- 宗谷综合振兴局
  - 稚内市

## 主要连接道路
- 北海道道121号稚内幌延线（终点）

## 历史
- 1985年（昭和60年）3月30日 - 路線勘定（北海道告示第607号）